# Rynek w Sokołowie Małopolskim
Rynek – rynek miejski w Sokołowie Małopolskim. Do 1941 roku pełnił funkcję targu, od tego czasu parku miejskiego. W czasie PRL nosił nazwę placu generała Karola Świerczewskiego. 
Współcześnie ma kształt w przybliżeniu kwadratowy o długości boku ok. 150 m. Wzdłuż wschodniej pierzei biegnie główny szlak osi transportowej północ-południe. Przed budową obwodnicy miejskiej była to część drogi krajowej nr 19. Ku północy biegnie ulica Lubelska, ku południowi ulica Rzeszowska. Na wschód prowadzą ulica Joselewicza i ulica Wojska Polskiego, dawniej nazywana Leżajską. Na zachód prowadzi ulica Podstawskiego, dawniej nazywana Raniżowską lub Krakowską. Przy niej na południe biegnie łącznik z ulicą Kościuszki, na niektórych mapach opisywany jako jej odnoga. Z północno-zachodniego rogu na północ biegnie ulica 3 Maja. Róg ten jest najbardziej na północ wysuniętym punktem rynku, podczas gdy skrzyżowanie z ulicami Rzeszowską i Wojska Polskiego najbardziej na południe. Przez plac przebiegają drogi wojewódzkie 875 i 878.
W systemie TERYT w spisie miejscowości i ich części znajduje się Rynek (numer SIMC 0974995) jako część miasta Sokołów Małopolski.

## Historia
Pierwszym głównym placem Sokołowa był plac otaczający kościół, współcześnie o nazwie plac Św. Jana. Położony nieco na północ od niego rynek wytyczony został w połowie XVI w. związku z lokacją miasta przez Jana Pileckiego. Według niektórych opinii był zbyt duży jak na potrzeby miasta tej wielkości. Przez większość historii pełnił typową funkcję rynku, tj. był placem targowym z ratuszem pośrodku. Urządzano na nim jarmarki i cotygodniowe targi. W akcie lokacyjnym Pileckiego przewidywano jarmarki na święta Zwiastowania, Jakuba i Marcina, a targi co poniedziałek. Później liczba jarmarków zmieniała się, a termin targów przesunięto na środy. Ratusz oprócz funkcji administracyjnej pełnił też funkcję zajazdu. Miał różną formę, ostatecznie spłonął w 1904 roku w wielkim pożarze miasta. Na początku XX w. zlikwidowano ogródki domów przylegających do rynku i włączono je w jego obszar. Utwardzano również błotnistą nawierzchnię korą dębową będącą odpadem z garbarni. Po pożarze w 1904 na nowo zabudowano pierzeje. Na zachodniej wybudowano nowy magistrat. W październiku 1918 pojawiła się inicjatywa postawienia na rynku pomnika niepodległościowego. Kilka razy ja podejmowano, a zrealizowano w 1933. Pomnik ten ma postać posągu Maryi Królowej Polski stojącego na wysokim cokole zwróconego na południe, w stronę kościoła. Jest wotum dziękczynnym za odzyskanie niepodległości. Na cokole znajduje się płaskorzeźbiony orzeł i tablica z nazwiskami sokołowian poległych w czasie I wojny światowej i wojny polsko-bolszewickiej. W czasie drugiej wojny światowej wyburzono narożne kamienice na wschodniej pierzei, a jeszcze później korygowano jego obwód. W 1941 okupacyjne władze niemieckie zlikwidowały targowy charakter rynku, przeznaczając go na skwer. Wykorzystano przy tym pracę żydowskich dzieci, które uprzątnęły go z kamieni. W czasie okupacji wytyczono alejki promieniście odchodzące od pomnika. Po wojnie nie przywrócono charakteru targowego i obsadzono skwer drzewami, pieczętując jego parkowy charakter i nadając nazwę plac Karola Świerczewskiego. Do dawnej nazwy wrócono w III Rzeczypospolitej. 

## Ważniejsze obiekty
W 1992 roku do rejestru zabytków wpisano układ urbanistyczny Sokołowa pod numerem A-1246. W jego ramach wymieniono historyczną zabudowę i wpisano 20 domów, budynek banku i urzędu miasta z adresem Rynku. W 2005 roku w gminnej ewidencji zabytków umieszczono te same obiekty. Kilka z nich wcześniej – od lat 60. XX w. – wpisano też do wojewódzkiej ewidencji zabytków. Wszystkie są murowane, a kilka opatrzono adnotacją o złym stanie. Z wyjątkiem Prawie wszystkie pochodzą z XX w., po pożarze miasta z 1904 roku, głównie z okresu międzywojennego. Wyjątkiem jest budynek banku (pierwotnie kasy zapomogowo-pożyczkowej) pod numerem 4 pochodzący z przełomu wieków. Dom pod numerem 16/17 wybudowano w połowie XIX w. jako zajazd, po czym przebudowywano w związku ze zniszczeniami wojennymi i zaadaptowano na dom mieszkalny. Część domów pełni funkcje handlowe lub usługowe.
Na rynku znajduje się główny przystanek autobusowy miasta.